# Liste der Bodendenkmäler in Kleinkahl
Auf dieser Seite sind die Bodendenkmäler in der unterfränkischen Gemeinde Kleinkahl zusammengestellt. Diese Tabelle ist eine Teilliste der Liste der Bodendenkmäler in Bayern. Grundlage ist die Bayerische Denkmalliste, die auf Basis des Bayerischen Denkmalschutzgesetzes vom 1. Oktober 1973 erstmals erstellt wurde und seither durch das Bayerische Landesamt für Denkmalpflege geführt wird. Die folgenden Angaben ersetzen nicht die rechtsverbindliche Auskunft der Denkmalschutzbehörde.

## Bodendenkmäler in Kleinkahl
| Lage       | Objekt                                                                                                  | Akten-Nr.     | Bild |
| ---------- | --- | ------------- | ---- |
| (Standort) | Glashütte des späten Mittelalters oder der frühen Neuzeit.                                              | D-6-5821-0014 |      |
| (Standort) | Bergbauareal des späten Mittelalters oder der frühen Neuzeit.                                           | D-6-5821-0026 |      |
| (Standort) | Bergbauareal des späten Mittelalters oder der frühen Neuzeit.                                           | D-6-5821-0027 |      |
| (Standort) | Glashütte des späten Mittelalters oder der frühen Neuzeit.                                              | D-6-5821-0028 |      |
| (Standort) | Glashütte des späten Mittelalters oder der frühen Neuzeit.                                              | D-6-5821-0029 |      |
| (Standort) | Glashütte des späten Mittelalters oder der frühen Neuzeit.                                              | D-6-5821-0030 |      |
| (Standort) | Glashütte des späten Mittelalters oder der frühen Neuzeit.                                              | D-6-5821-0031 |      |
| (Standort) | Glashütte des späten Mittelalters oder der frühen Neuzeit.                                              | D-6-5821-0032 |      |
| (Standort) | Glashütte des späten Mittelalters oder der frühen Neuzeit.                                              | D-6-5821-0033 |      |
| (Standort) | Glashütte des späten Mittelalters oder der frühen Neuzeit.                                              | D-6-5821-0034 |      |
| (Standort) | Glashütte des späten Mittelalters oder der frühen Neuzeit.                                              | D-6-5821-0035 |      |
| (Standort) | Glashütte des späten Mittelalters oder der frühen Neuzeit.                                              | D-6-5821-0036 |      |
| (Standort) | Glashütte des späten Mittelalters oder der frühen Neuzeit.                                              | D-6-5821-0037 |      |
| (Standort) | Glashütte des späten Mittelalters oder der frühen Neuzeit.                                              | D-6-5821-0038 |      |
| (Standort) | Glashütte des späten Mittelalters oder der frühen Neuzeit.                                              | D-6-5821-0043 |      |
| (Standort) | Glashütte des späten Mittelalters oder der frühen Neuzeit.                                              | D-6-5821-0045 |      |
| (Standort) | Neuzeitliche Glashütte.                                                                                 | D-6-5821-0047 |      |
| (Standort) | Archäologische Befunde im Bereich der spätneuzeitlichen katholischen Kirche Heilig Kreuz von Kleinkahl. | D-6-5821-0057 |      |
| (Standort) | Frühneuzeitlicher Kalk- und Ziegelbrennofen.                                                            | D-6-5921-0106 |      |